# Gagnac-sur-Garonne
Gagnac-sur-Garonne este o comună în departamentul Haute-Garonne din sudul Franței. În 2009 avea o populație de 2.936 de locuitori.

## Evoluția populației

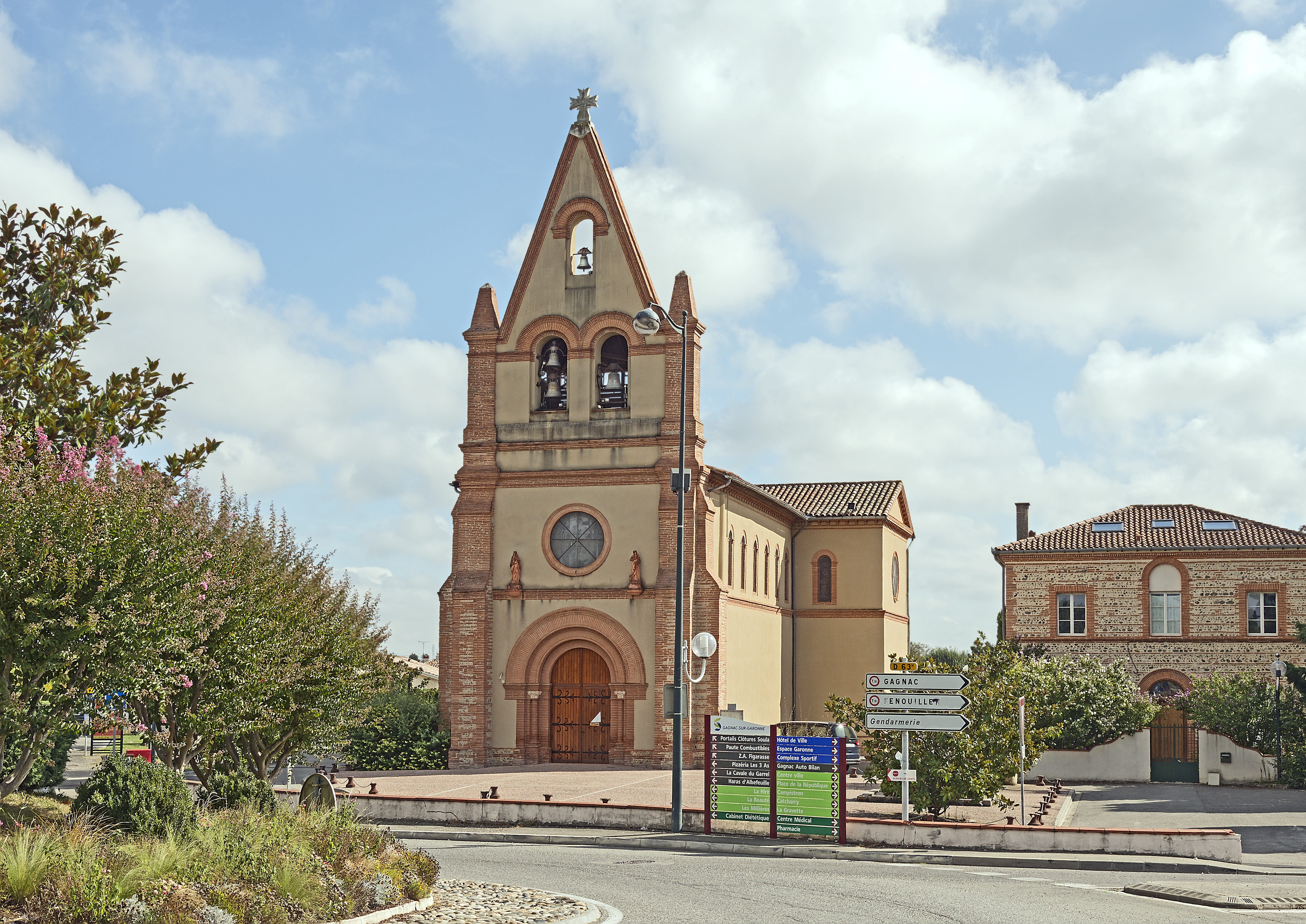
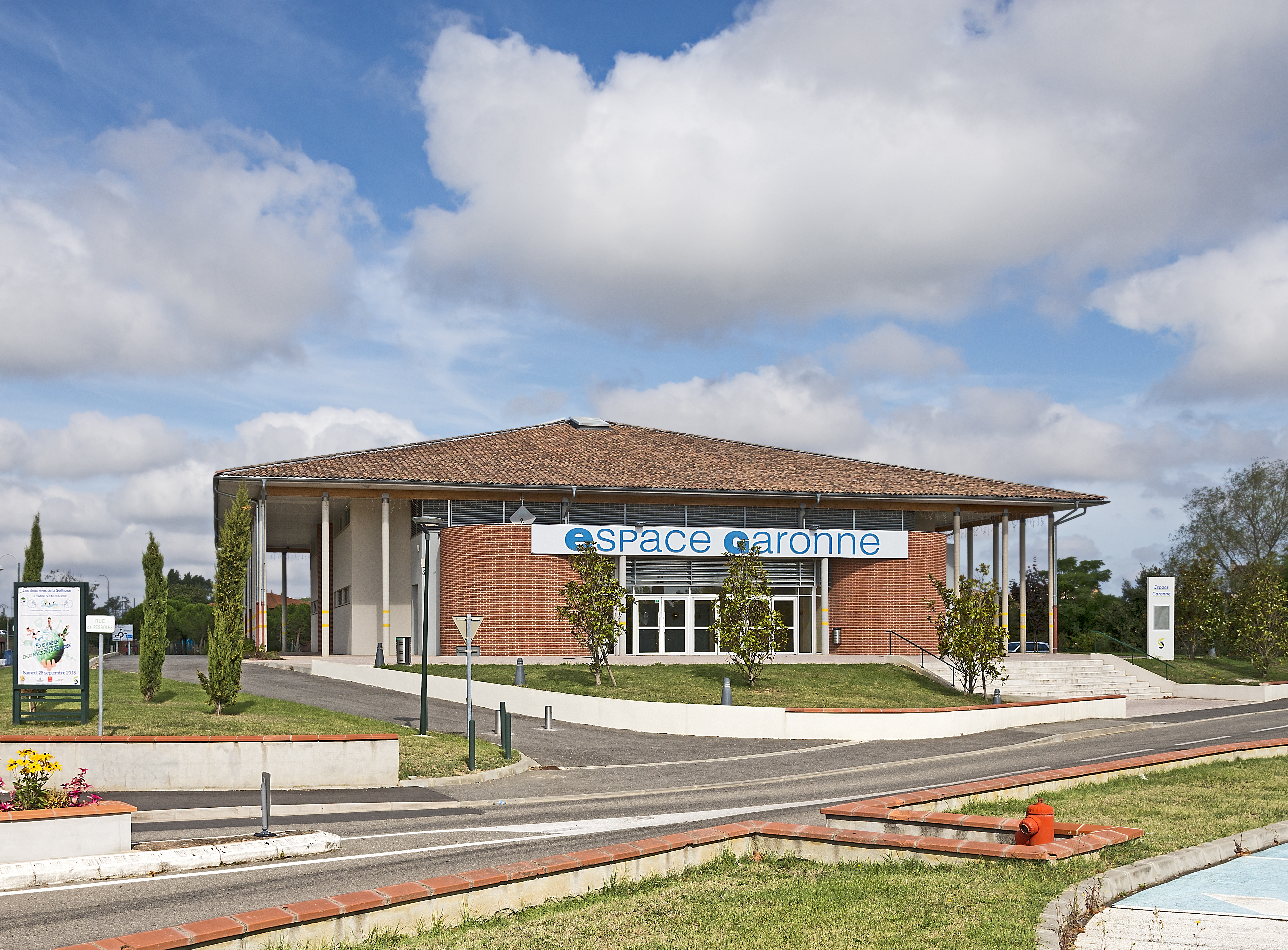

| An        | 1975 | 1982  | 1990  | 1999  | 2006  | 2009  |
| --------- | ---- | ----- | ----- | ----- | ----- | ----- |
| Populație | 813  | 1.015 | 1.324 | 1.635 | 2.540 | 2.936 |